# Primula juliae
Espèce
Primula juliae est une espèce de plantes à fleurs de la famille des Primulacées originaire du Caucase.